# Sarbazan
Sarbazan är en kommun i departementet Landes i regionen Nouvelle-Aquitaine i sydvästra Frankrike. Kommunen ligger i kantonen Roquefort som tillhör arrondissementet Mont-de-Marsan. År 2022 hade Sarbazan 1 151 invånare.

## Befolkningsutveckling
Antalet invånare i kommunen Sarbazan
Referens:INSEE